# Feldbrunnen-St. Niklaus
Feldbrunnen-St. Niklaus, Feldbrunnen-Sankt Niklaus (gsw. Fäudbrunne-Sankt Niklaus) – miejscowość i gmina w Szwajcarii, w kantonie Solura, w jednostce administracyjnej (Amtei) Solura-Lebern, w okręgu Lebern. Leży nad rzeką Aare.

## Demografia
W Feldbrunnen-St. Niklaus mieszka 1 000 osób. W 2021 roku 11,7% populacji gminy stanowiły osoby urodzone poza Szwajcarią. 

## Transport
Przez teren gminy przebiegają drogi główne nr 5, nr 12 i nr 22.